# Claus Hinrich Casdorff
Claus Hinrich Casdorff (* 6. August 1925 in Hamburg; † 6. Februar 2004) war ein deutscher Rundfunk- und Fernsehjournalist.

## Leben und Werk
Casdorffs Laufbahn begann 1947, nachdem er 1945 verwundet aus sowjetischer Kriegsgefangenschaft zurückgekehrt war, in der Nachrichtenabteilung des Nordwestdeutschen Rundfunks (NWDR) in Hamburg. Seit 1956 war er Redakteur beim Westdeutschen Rundfunk (WDR) in Köln und bis 1963 Chef vom Dienst der Hörfunk-Nachrichten. Erste Fernsehmoderation 1961 bei Hier und Heute, einem regionalen Informationsmagazin im Vorabendprogramm des WDR. Von 1963 bis 1965 war er Redaktionsleiter des politischen Magazins Report.
Bekannt wurde Casdorff mit dem von ihm gegründeten, zeitkritischen Magazin Monitor, das er von 1965 bis 1973 sowie erneut von 1975 bis 1981 leitete und moderierte. 

„Claus Hinrich Casdorff verkörperte in angelsächsisch-lakonischer Manier den Typ des unabhängigen Journalisten. Er kannte wahrlich keine Furcht vor Fürstenthronen. Seine Kreuzfeuer-Interviews zusammen mit Rudolf Rohlinger waren legendär. Claus Hinrich Casdorff ließ sich nie mit Ausflüchten abspeisen oder gar von den Größen unseres Staates einschüchtern.“

Die im Laufe der Jahre mit vielen Preisen ausgezeichnete Sendung Monitor wird unter wechselnder Leitung bis heute in Das Erste fortgeführt.

Neben der Leitung von Monitor übernahm Casdorff von 1965 bis 1977 die Moderation der WDR-Ausgabe des Auslandsmagazins Weltspiegel und seit 1972 die Leitung der Programmgruppe Magazin im WDR-Fernsehen. Von 1977 bis 1982 war er Leiter der Programmgruppe Innenpolitik und stellvertretender Chefredakteur für die Landesprogramme des WDR. In dieser Zeit gründete er die Aktuelle Stunde, ein bis heute ausgestrahltes regionales Nachrichtenmagazin.

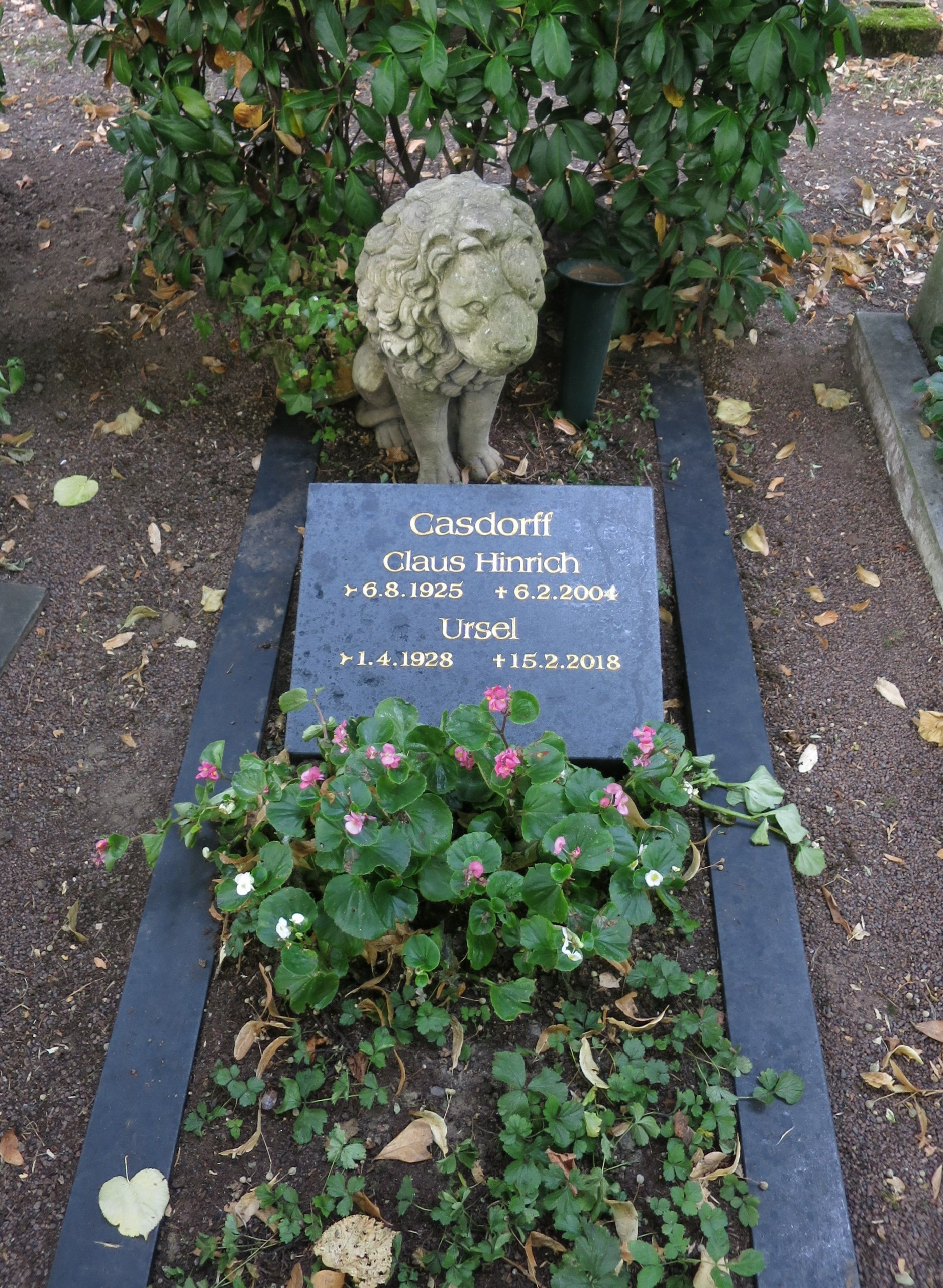
Grabstätte (Juli 2018)

Von 1980 bis 1993 moderierte Casdorff die WDR-Sendung Ich stelle mich, in der er Prominente befragte, sowie von 1981 bis 1990 die Talk-Show Schlag auf Schlag. 1982 wurde er zum Regionalisierungsbeauftragten des WDR und Chefredakteur der WDR-Landesprogramme berufen.
Claus Hinrich Casdorff schrieb in etlichen Tageszeitungen Kolumnen. 1981 gab er das Buch Weihnachten 1945 heraus. 1983 war er Herausgeber des Buches Demokraten. Profile unserer Republik.
Nach seiner Pensionierung im Herbst 1990 war Claus Hinrich Casdorff als Unternehmensberater tätig und veranstaltete Fernsehseminare für Führungskräfte der deutschen Wirtschaft. Er hielt regelmäßig Vorträge und leitete die Diskussionsrunden. Seit 1994 war Casdorff Erster Vorsitzender des Kölner Presseclubs.
Er war verheiratet mit Ursel geb. Zehnpfenning (1928–2018). Der gemeinsame Sohn ist der Journalist Stephan-Andreas Casdorff. Claus Hinrich Casdorff starb 2004 im Alter von 78 Jahren und wurde auf dem Kölner Melaten-Friedhof beerdigt (Lit. J Nr. 269).

## Auszeichnungen
Für seine journalistischen Verdienste wurde Casdorff 1979 mit dem Bundesverdienstkreuz I. Klasse ausgezeichnet. 1990 erhielt er die Theodor-Heuss-Medaille in Gold, 1991 den Verdienstorden des Landes Nordrhein-Westfalen.

## Publikationen
- Claus Hinrich Casdorff, Rudolf Rohlinger: Kreuzfeuer. Interviews von Kolle bis Kiesinger. Lenz, Berlin 1971.
- Claus Hinrich Casdorff (Hg.): Weihnachten 1945: Ein Buch der Erinnerungen. Deutscher Taschenbuch Verlag, München 1989 (Neuauflage, Originalausgabe von 1981), ISBN 3-423-25028-3.
- Claus Hinrich Casdorff (Hg.): Demokraten. Profile unserer Republik. Athenäum, Königstein 1983, ISBN 3-7610-8263-0.